# Sefwi (Volk)
Die Sefwi (auch: Sehwi) sind ein Volk in Ghana und der Elfenbeinküste mit ca. 250.000 (2003) Mitgliedern. 
In Ghana leben ca. 250.000 (2003) Sefwi, in der Elfenbeinküste etwa 13.000. 
Die Sprache der Sefwi ist das zu den Kwa-Sprachen zählende Sehwi. Vorwiegend leben die Sefwi im westlichen Ghana und östlichen Burkina Faso im gemeinsamen Grenzgebiet. Nachbarvölker sind die Akan, Brong, Agni und Wasa.
Die Sefwi hatten einst als eigenen Staat das Königreich Sefwi.